# Limitations de vitesse en Ukraine

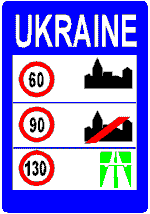
Panneau de limitations de vitesse à l'entrée de l'Ukraine

Les limitations de vitesse en Ukraine (abréviation officielle: UA) sont les suivantes :
- 50 km/h en ville
- 90 km/h hors agglomération
- 130 km/h sur autoroute

## Remarques
- Attention à l'état catastrophique de nombreuses routes ukrainiennes et à la signalisation routière tout à fait sommaire. Dans certaines villes (comme à Lviv) l'éclairage de nuit est déficient, dans d'autres (comme à Loutsk), les nids-de-poule sont énormes ;
- Nombreux contrôles routiers et contrôles de vitesse fréquents en agglomération et aux abords des frontières ;
- Contrairement à la Biélorussie et à la Pologne voisines, où il est très facile de s'approvisionner en GPL (LPG pour les Belges), ce carburant (nommé автогаз - avtohaz) est rarement disponible dans les stations-service ukrainiennes.

## Autres règles
Pas d'alcoolémie autorisée au volant (0,0 g/L d'alcool dans le sang)